# Stanisław Sowiński (skoczek narciarski)
Stanisław "Wawrzek" Sowiński (ur. w XX wieku) – polski narciarz klasyczny, reprezentant klubu KS Podhale. W 1939 zajął 19. miejsce na mistrzostwach Polski w kombinacji norweskiej. W tym samym roku wystąpił na Mistrzostwach Świata w Narciarstwie Klasycznym 1939, gdzie był 14. w sztafecie i 20. w konkursie skoków.

## Mistrzostwa świata
| Miejsce | Dzień     | Rok  | Miejscowość | Skocznia       | Punkt K | Skok 1 | Skok 2 | Nota      | Strata   | Zwycięzca   | Źródło |
| ------- | --------- | ---- | ----------- | -------------- | ------- | ------ | ------ | --------- | -------- | ----------- | ------ |
| 20.     | 11 lutego | 1939 | Zakopane    | Wielka Krokiew | K-75    | 69,0 m | 61,5 m | 176,2 pkt | 48,5 pkt | Josef Bradl | [ 2 ]  |